# Arnoldo Wald
Arnoldo Wald (28 de junho de 1932) é um advogado e professor reconhecido como um dos mais influentes juristas brasileiros. Entre as suas principais contribuições está a tese de correção monetária dos planos econômicos Bresser, Verão e Collor I e II, a sua atuação para a implementação da arbitragem no Brasil, e a autoria de diversas normas que pavimentaram o caminho para a internacionalização do mercado de capitais brasileiro.
Ele foi Secretário Geral do Comitê Nacional de Direito Comparado Brasileiro filiado à Unesco em 1954, Procurador-Geral da Justiça do Estado do Rio de Janeiro de 1965 a 1967, Chefe da Assessoria Jurídica da Secretaria de Justiça do Estado do Rio de Janeiro em 1974, e ocupou a presidência da Comissão de Valores Mobiliários (CVM) de 1988 a 1989.
Entre suas realizações mais marcantes, Wald foi o primeiro advogado a obter uma liminar em Habeas corpus (HC) no Superior Tribunal Militar (STM) durante a Ditadura Militar. Em 1964, teve liminar concedida pelo almirante-de-esquadra José Espíndola em favor de Evandro Muniz, decisão que depois foi confirmada pelos ministros do STM por unanimidade. (HC nº27.200/Estado de Guanabara).

## Biografia
Arnoldo Wald nasceu em 1932, cursou o primário no Colégio Melo e Souza e o secundário no Liceu Francês no Rio de Janeiro, ingressando em 1948 no curso de Direito da Faculdade Nacional de Direito (FND). Aos 21 anos, e no quinto ano do curso, prestou o serviço militar no Forte Duque de Caxias no Rio de Janeiro, ocasião na qual estagiou no Superior Tribunal Militar (STM).
Em 1954, um ano após se formar em Direito pela FND, viajou à França com uma bolsa de estudos do governo francês. Em 1956, concluiu seu doutorado pela FND.

## Carreira
Arnoldo Wald iniciou sua carreira na advocacia no final dos anos 1950. Em 1963, ingressou por concurso para a advocacia pública como procurador do Estado do Rio de Janeiro, e em 1965 tomou posse como Procurador-Geral da Justiça do Estado do Rio de Janeiro. Nesse período, atuou na elaboração de um anteprojeto de lei para o Congresso Nacional que inspirou a Lei de Incorporações Imobiliárias (Lei 4.591, de 16/12/1964).
Wald iniciou sua carreira acadêmica como professor assistente da cadeira de Direito Civil na Faculdade Nacional de Direito da Universidade do Brasil de 1954 a 1958, concomitantemente com sua atuação como Livre Docente de Direito Civil na Faculdade de Direito da Universidade Fluminense em 1956. Em 1957 foi também Livre Docente (1957) na Faculdade de Direito da Universidade do Estado da Guanabara, atual UERJ, onde assumiu a posição de Professor Catedrático de Direito Civil em 1966.
Em 1962, integrou a Comissão Nacional de Habitação do Ministério do Trabalho, na gestão do Ministro Franco Montoro e atuou para evitar a quebra das entidades oficiais de previdência.
Em 1998, recebeu o título de Doutor Honoris Causa da Universidade de Paris II, e em 2007 do Instituto Brasiliense de Direito Público (IDP).
É sócio do escritório de advocacia Wald, Antunes, Vita e Blattner Advogados, o qual fundou em 1954.

## Principais livros publicados
Os livros e artigos de Arnoldo Wald receberam mais de 8 mil citações acadêmicas.
- Influência do direito francês sobre o direito brasileiro no domínio da responsabilidade civil. Rio de Janeiro: Departamento de Imprensa Nacional, 1953.
- O mandado de segurança. Prefácio do Ministro Cunha Vasconcellos Filho, Presidente do Tribunal Federal de Recursos. Rio de Janeiro: DASP, 1955.
- O mandado de segurança na prática judiciária. Rio de Janeiro: Nacional de Direito, 1958
- A cláusula de escala móvel: um meio de defesa contra a depreciação monetária. São Paulo: Max Limonad, 1956.
- Aplicação da teoria das dívidas de valor às pensões decorrentes de atos ilícitos. Rio de Janeiro: Ed. Nacional de Direito, 1958.
- Curso de direito civil brasileiro: parte geral. Rio de Janeiro: Lux, 1962.
- Desenvolvimento, revolução e democracia. Prefácio do Dr. Povina Cavalcanti, presidente da OAB. Rio de Janeiro: Fundo de Cultura, 1966.
- Estudos e pareceres de direito comercial: problemas comerciais e fiscais da empresa contemporânea. 1ª Série. São Paulo: Revista dos Tribunais, 1972.
- Questões de responsabilidade civil. Apresentação do presidente do TJPA, Almir de Lima Pereira. Belém: CEJUP, 1990.
- O novo direito monetário: os planos econômicos e a justiça (Da correção monetária à desindexação). Prefácio do Dr. Alcides Tápias. Belo Horizonte: Ciência Jurídica, 1996.
- Direito das concessões. Rio de Janeiro: América Jurídica, 2004. (Série grandes pareceristas, 3).

### Coordenador e organizador
- O mercado de capitais. São Paulo: Apec, 1970.
- Comentários à Lei das Sociedades Anônimas. São Paulo: Saraiva, 1978.
- O direito na década de 80: estudos jurídicos em homenagem a Hely Lopes Meirelles. São Paulo: Revista dos Tribunais, 1985.
- Aspectos polêmicos da Ação Civil Pública. São Paulo: Saraiva, 2003.
- O direito brasileiro e os desafios da economia globalizada. Rio de Janeiro: América Jurídica, 2003.
- L'arbitrage en France et en Amérique Latine à l'aube du XXIe. siècle: aspects de droit comparé. Paris: Société de Législation Comparée, 2008.
- Arbitragem comercial internacional: a Convenção de Nova Iorque e o direito brasileiro. São Paulo: Saraiva, 2011.
- Doutrinas essenciais: arbitragem e mediação. São Paulo: Revista dos Tribunais, 2014.
- Desafios e soluções da recuperação empresarial: antes, durante e depois da Covid-19. Porto Alegre: Paixão Editores, 2020.
- 25 anos da Lei de Arbitragem. São Paulo: Revista dos Tribunais, 2021.

## Prêmios e reconhecimentos
- Prêmio Astolpho de Rezende do Instituto dos Advogados Brasileiros (1954)
- Colar da Ordem do Mérito Judiciário Militar concedido pelo Superior Tribunal Militar (1966)[25]
- Colar do Mérito Judiciário concedido pelo Tribunal de Justiça de São Paulo (1983)
- Colar do Mérito Judiciário concedido pelo Tribunal de Justiça do Rio de Janeiro (1985)
- Medalha Levi Carneiro concedida pelo Instituto dos Advogados Brasileiros (1985)[26][27]
- Comendador da Ordem do Rio Branco (1999)
- Prêmio Sobral Pinto concedido pelo Conselho Federal da Ordem dos Advogados do Brasil (2015)
- Prêmio Lifetime Achievement Award - Latin Lawyer (2016)[28][29]
- Prêmio Barão de Ramalho do Instituto dos Advogados de São Paulo (2017)
- Medalha de Honra ao Mérito Jurídico – Jurista, do Fórum das Américas e Global Council of Sustainablility & Marketing (2021)
- Homenagem do Centro Brasileiro de Mediação e Arbitragem (CBMA) por sua contribuição ao desenvolvimento e consolidação da arbitragem no Brasil (2022)